# More Monsters and Sprites
More Monsters And Sprites (pronunciado [mɔː ˈmɒnstəz ænd spraɪts]ⓘ en inglés estadounidense) es el tercer extended play del productor y disc-jockey estadounidense Skrillex, lanzado el 7 de junio de 2011 bajo los sellos discográficos Big Beat Records y Atlantic Records. El EP posee 3 canciones originales del artista y 4 remezclas de la canción «Scary Monsters and Nice Sprites», realizadas por el grupo francés Dirtyphonics, el productor italiano Phonat, el dúo estadounidense The Juggernaut y el productor estadounidense Kaskade.
Este fue el primer extended play de Skrillex lanzado en 2011. Unos meses más tarde, el 23 de diciembre lanzó su segundo y último extended play de ese año, titulado Bangarang —ganador a mejor álbum de dance/electrónica en los Premios Grammy de 2013—.

## Historia

### Antecedentes y lanzamiento
Exactamente 1 año antes de More Monsters and Sprites, Skrillex había publicado su extended play debut My Name Is Skrillex, lanzado de forma gratuita e independiente. El proyecto llegó a los oídos del sello discográfico Mau5trap —fundado en 2007 por deadmau5— y, tan solo 4 meses después de su primer EP, lanzaría Scary Monsters and Nice Sprites con dicha compañía.
El 7 de junio de 2011, fue publicado el extended play More Monsters and Sprites. Según David Jeffries de AllMusic, este proyecto es el “compañero de remezclas de Scary Monsters and Nice Sprites”. More Monsters and Sprites contó con la participación del ingeniero de masterización Masterpiece. El sencillo «First of the Year (Equinox)» fue publicado en YouTube el 9 de junio de ese año y, en 2 meses, este consiguió 2 000 000 de reproducciones, número que para febebro de 2012 aumentó a 10 400 000. Además, «First of the Year (Equinox)» hizo aparición en el primer episodio de la octava temporada de Beavis and Butt-Head, titulado «Werewolves of Highland».

### Videos musicales

#### «First of the Year (Equinox)»
El 17 de agosto fue publicado el videoclip de la canción «First of the Year (Equinox)» en YouTube. Trata sobre un pedófilo que persigue a una niña a un sótano con intenciones de sedarla y, posteriormente, violarla. Sin embargo, este descubre que esa niña es un demonio con poderes sobrenaturales y termina siendo asesinado por este. Este es un homenaje al videoclip de la canción «Come to Daddy» de Aphex Twin.

#### «Ruffneck (FULL Flex)»
El 23 de diciembre fue publicado el vídeo musical de la canción «Ruffneck (FULL Flex)» a través del canal oficial de Skrillex en YouTube. Trata sobre como un hombre adicto a las drogas trabajando en un centro comercial como Papá Noel, huye y enfrenta a guardias de seguridad. El vídeo fue dirigido por el parisino Tony T. Datis —perteneciente a la empresa HK Corp— y contó con Morgan Dalibert como director de fotografía. El videoclip consiguió superar la cantidad de 1 500 000 visitas en menos de 1 semana. En diciembre de 2018, este consiguió superar las 100 000 000 de visitas en YouTube.

## Recepción

### Comentarios de la crítica
En AllMusic, el extended play consiguió una nota de 3,5 estrellas basado en 67 reseñas de los usuarios, misma nota que le otorgó el reseñador David Jeffries. Trebor, de Sputnikmusic, comentó lo siguiente sobre el álbum: «No es que las canciones sean malas, es que no están bien ubicadas o son del todo necesarias. No muchos artistas sienten que necesitan seis remixes totales de la misma canción de ocho meses, pero creo que Skrillex sintió lo contrario. Todo en este álbum grita “promedio y sin rumbo”, pero More Monsters And Sprites sigue siendo una escucha divertida».

## Listado de canciones
- Edición estándar

| More Monsters and Sprites |                                                          |                            |                                     |          |  |
| N.º                       | Título                                                   | Escritor(es)               | Productor(es)                       | Duración |  |
| 1.                        | «First of the Year» (Equinox)                            | Sonny Moore                | Skrillex Masterpiece                | 4:21     |  |
| 2.                        | «Ruffneck» (Flex)                                        | Sonny Moore                | Skrillex Masterpiece                | 4:43     |  |
| 3.                        | «Ruffneck» (FULL Flex)                                   | Sonny Moore                | Skrillex Masterpiece                | 3:46     |  |
| 4.                        | «Scary Monsters And Nice Sprites» (Dirtyphonics Remix)   | Sonny Moore Rachael Nedrow | Skrillex Masterpiece Dirtyphonics   | 5:40     |  |
| 5.                        | «Scary Monsters And Nice Sprites» (Phonat Remix)         | Sonny Moore Rachael Nedrow | Skrillex Masterpiece Phonat         | 3:54     |  |
| 6.                        | «Scary Monsters And Nice Sprites» (The Juggernaut Remix) | Sonny Moore Rachael Nedrow | Skrillex Masterpiece The Juggernaut | 6:29     |  |
| 7.                        | «Scary Monsters and Nice Sprites» (Kaskade Remix)        | Sonny Moore Rachael Nedrow | Skrillex Masterpiece Kaskade        | 3:24     |  |

## Posicionamiento en listas

### Listas semanales
| País           | Lista                       | Posición | Semanas | Ref.   |
| -------------- | --------------------------- | -------- | ------- | ------ |
| Estados Unidos | Top Dance/Electronic Albums | 5        | 45      | [ 17 ] |
| Estados Unidos | Billboard 200               | 124      | 1       | [ 18 ] |